# Ivana Mladenović
Ivana Mladenović, cyr. Ивана Младеновић (ur. 1984 w Kladovie) – serbska reżyserka i scenarzystka filmowa.

## Życiorys
Ukończyła studia prawnicze na Uniwersytecie w Belgradzie, naukę kontynuowała w Narodowej Akademii Filmu i Teatru (UNATC) w Bukareszcie. Jej pierwsze filmy, realizowane w czasie studiów doczekały się kilku wyróżnień na festiwalach, na których zostały zaprezentowane. W 2012 na Tribeca Film Festival w Nowym Jorku miała miejsce premiera pierwszego długometrażowego filmu Ivany Mladenović Lumea in patratele, który zdobył nagrodę Sarajewskiego Serca dla najlepszego filmu dokumentalnego. W 2016 zadebiutowała jako aktorka rolą Solange w filmie Zabliźnione serca (Inimi cicatrizate) rumuńskiego reżysera Radu Jude.

## Filmografia
- 2007: Milky Way (krótkometrażowy)
- 2009: Afterparty (krótkometrażowy)
- 2011: Skin (krótkometrażowy)
- 2012: Lumea in patratele
- 2013: If 6 Was 9 (krótkometrażowy)
- 2017: Soldatii. Poveste din Ferentari
- 2019: Ivana the Terrible
- 2025: Sorella Di Clausura

## Nagrody i wyróżnienia
- 2012: Nagroda Sarajewskie Serce na Festiwalu Filmowym w Sarajewie dla Lumea in patratele
- 2013: Nagroda GOPO (Rumunia) za najlepszy film dokumentalny dla Lumea in patratele
- 2017: Nagroda Sebastiane na Festiwalu Filmowym w San Sebastian dla Soldatii. Poveste din Ferentari
- 2018: Cineuropa Prize na Międzynarodowym Festiwalu Filmowym w Trieście dla Soldatii. Poveste din Ferentari